# Старий Пажман
Старий Пажма́н (рос. Старый Пажман) — присілок у складі Кезького району Удмуртії, Росія.

## Населення
Населення — 22 особи (2010; 24 в 2002).
Національний склад станом на 2002 рік:
- удмурти — 100 %

## Урбаноніми
- вулиці — Північна